# Paula Gorycka
Paula Gorycka (nascida em 5 de novembro de 1990) é uma ciclista polonesa, especialista em cross-country de MTB. Gorycka competiu representando seu país, Polônia, nos Jogos Olímpicos de Verão de 2012 em Londres, onde terminou em vigésimo segundo lugar.